# Carrer Major de Saus
El Carrer Major és un carrer dins de l'entramat urbà de la població de Saus, al sector nord-oest del nucli antic de la vila inclòs a l'Inventari del Patrimoni Arquitectònic de Catalunya. El carrer Major de Saus és el més important del nucli antic, que conserva el traçat d'origen medieval. El conjunt presenta interès pel seu valor tipològic. Mencionar que, originalment, el paviment del carrer Major estava bastit amb un empedrat de rierencs, actualment restituït.
Es tracta d'un vial estret i no gaire llarg, orientat en sentit nord - sud, i delimitat entre els carrers dels Horts i de l'Església. Els edificis que el conformen es corresponen amb construccions bastides amb pedra, en general de planta rectangular i distribuïts en planta baixa i pis, amb la coberta de teula àrab. Algunes façanes presenten adossats contraforts de reforç. En general, els portals són d'arc de mig punt o bé rebaixat, i les finestres són rectangulars. De les diverses construccions, cal remarcar el portal d'arc de mig punt adovellat de l'extrem nord del carrer, una porta de tipologia gòtico -renaixentista situada al seu costat i l'habitatge del número 11, can Simón, que conserva el portal adovellat i una finestra conopial al pis.